# Wendou (sockenhuvudort i Kina, Hubei Sheng, lat 29,89, long 108,59)
Wendou (kinesiska: 文斗, 文斗乡) är en sockenhuvudort i Kina. Den ligger i provinsen Hubei, i den centrala delen av landet, omkring 550 kilometer väster om provinshuvudstaden Wuhan. Antalet invånare är 50 015. Befolkningen består av 24 178 kvinnor och 25 837 män. Barn under 15 år utgör 26,0 %, vuxna 15-64 år 62 %, och äldre över 65 år 10,0 %.
Runt Wendou är det ganska tätbefolkat, med 172 invånare per kvadratkilometer. Närmaste större samhälle är Zhonglu, 19,1 km nordost om Wendou. I omgivningarna runt Wendou växer i huvudsak blandskog.
Genomsnittlig årsnederbörd är 1 590 millimeter. Den regnigaste månaden är maj, med i genomsnitt 292 mm nederbörd, och den torraste är december, med 19 mm nederbörd.